# اوماروتار
اوماروتار (به لاتین: Umarotar) یک منطقهٔ مسکونی در روسیه است که در داغستان واقع شده‌است.